# Грейстоки

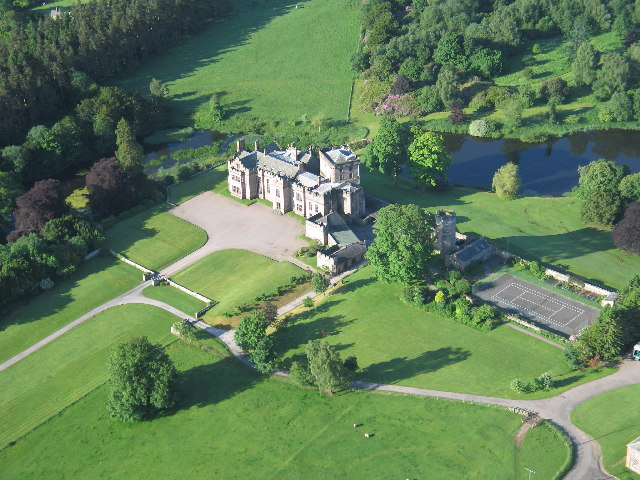
Замок Грейсток

Грейстоки (англ. Greystock, Greystoke) — два знатных английских рода, связанных родством по женской линии. Название произошло от названия замка Грейсток в Камберленде. Они владели значительными поместьями в Камберленде, Уэстморленде, Нортумберленде, Дареме и Йоркшире. Главной резиденцией 1-го рода Грейстоков был замок Грейсток, а 2-го рода — замок Хендерскельф (ныне разрушен, его развалины находятся в парке замка Говард).

## История

### Первый род Грейстоков
Родоначальником первого рода Грейстоков был Лиульф (Сигульф). О нём ничего не известно, однако сохранилось достаточно много свидетельств о его сыне, Форне де Грейстоке. Он был одним из свидетелей акта, данному монастырю Уэтерел, данному Ранульфом ле Мешеном. Не позднее 1120 года Ранульф передал Форну манор Грейсток в Камберленде. Это пожалование впоследствии было подтверждено королём Генрихом I. Форн был королевским чиновником, его имя присутствует на королевских актах, датированных 1121—1130 годами. Также король передал ему ряд владений. Форн имел сына, Ива де Грейстока, а также дочь Эдит, которая вышла замуж за Роберта де Ойли из Хук Нортона, а также была одной из любовниц короля Генриха I, родив от него сына Роберта Фиц-Эдит. Форн умер не позднее 1130 года, в котором король подтвердил для Иво де Грейстока пожалования, сделанные его отцу.
Последним представителем рода был Джон де Грейсток (29 сентября 1263 — 2 сентября 1306). Он в 1295—1305 годах вызывался в английский парламент как 1-й барон Грейсток. Детей он не оставил, после его смерти в 1306 году его владения перешли к потомкам его тетки, Джоан де Грейсток, которые усвоили родовое прозвание Грейстоков.

### Второй род Грейстоков

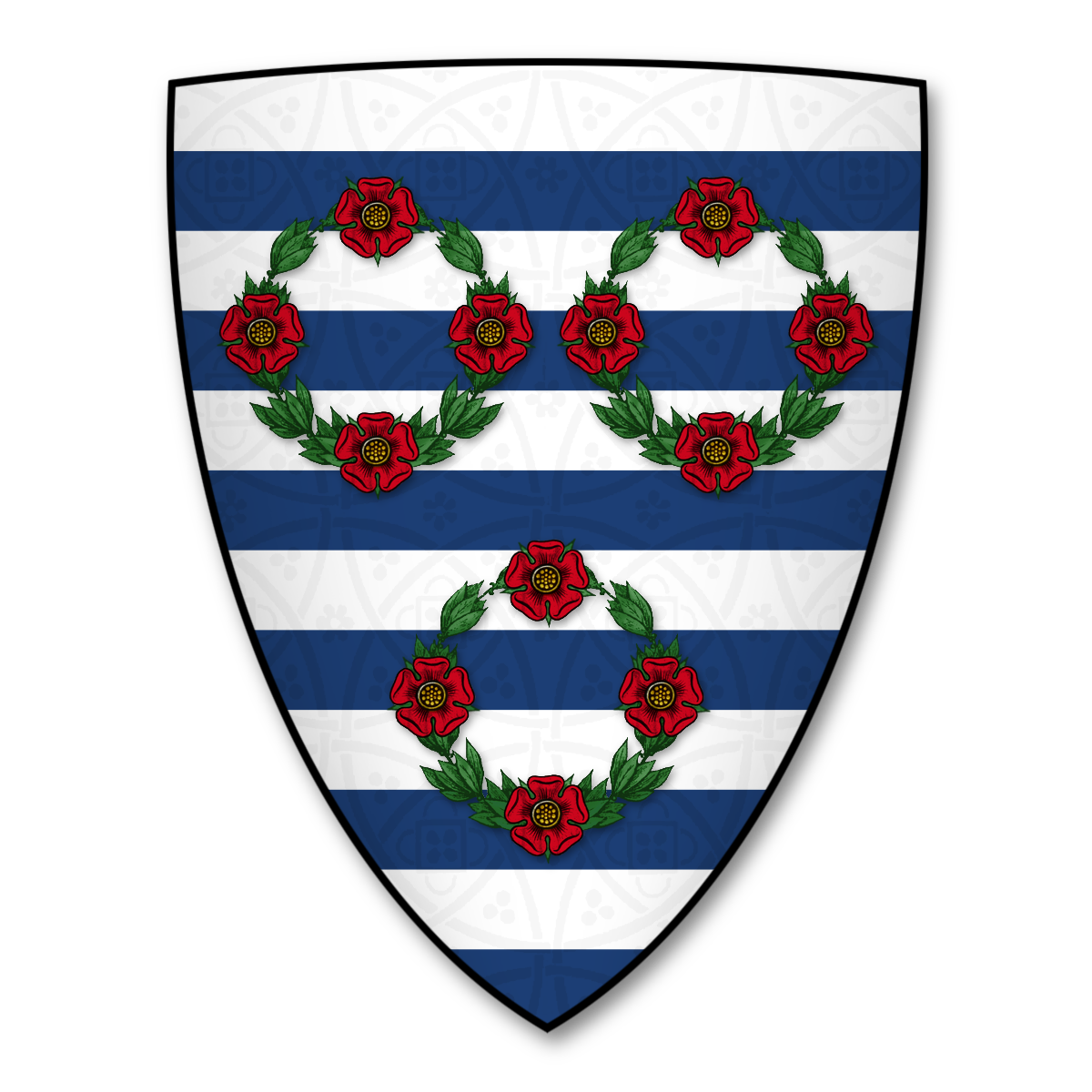
Герб Ральфа Фиц-Уильяма

Родоначальником второго рода Грейстоков был некий Ральф из Гримторпа, землевладелец в Йоркшире. Он женился на Джоан де Грейсток, дочери Томаса де Грейстока, феодального барона Грейстока. Его внук, Ральф Фиц-Уильям (ок. 1256—1316/1317), приобрёл или унаследовал значительные поместья в Нортумберленде, Йоркшире и Камберленде. Он участвовал в войнах в Уэльсе и Шотландии, а в 1295 году он был вызван в английский парламент как 1-й барон Фиц-Уильям.
Из двух сыновей 1-го барона Фиц-Уильяма старший, Уильям, умер раньше отца, не оставив потомства. Второй сын, Роберт, умер вскоре после отца. Наследником оказался его сын, Ральф I (15 августа 1299 — 14 июля 1323), который принял родовое прозвание Грейсток. О нём известно не очень много. 15 мая 1321 года он был вызван в английский парламент как 1-й барон Грейсток. В составе армии короля Эдуарда II он участвовал в битве при Боробридже, а в 1323 был, вероятно, отравлен.
Потомки Ральфа I де Грейстока принимали участие в различных военных конфликтах, в том числе и в англо-шотландском пограничье. Хотя Грейстоки и не принадлежали к высшей английской знати, они были силой, с которой приходилось считаться в северной Англией. Они владели значительными поместьями в Камберленде (где находился замок Грейсток, давший название их роду), Уэстморленде, Нортумберленде, Дареме и Йоркшире. Главной резиденцией Грейстоков был замок Хендерскельф (ныне разрушен, его развалины находятся в парке замка Говард). В 1436 году владения приносили Грейстокам порядка 650 фунтов в год. Высокий статус рода подтверждают и браки Грейстокам, благодаря которым они находились в родстве с могущественными родами северной Англии.
Последним представителем рода был Ральф III де Грейсток (до 1414 — 1 июня 1487), 5-й барон Грейсток. Будучи союзником Невиллов, он принимал участие в войне Алой и Белой розы на стороне Йорков. Позже он поддержал избрание королём Ричарда Глостера. Хотя семейная традиция и говорит, что он привёл отряд для участия в битве при Босуорте в 1485 году, но это сомнительно, поскольку ему тогда было больше 70 лет, да и владения свои при Генрихе VII он сохранил. После смерти Ральфа III род угас, поскольку его сын Роберт умер раньше отца, оставив только дочь Элизабет (10 сентября 1471 — 13/14 августа 1516). Она вышла замуж за Томаса Дакра, 2-го барона Дакра из Гилсланда. В результате тот и унаследовал все владения жены и титул барона Грейстока.